# Tudeviin Lkhamsüren
Tudeviin Lkhamsüren (20 febbraio 1936) è un ex biatleta mongolo.

## Partecipazioni olimpiche
| Competizioni | Pos. | Data            | Città     |
| ------------ | ---- | --------------- | --------- |
| 20 km        | 44ª  | 4 febbraio 1964 | Innsbruck |